# Nelsonia (Wirginia)
Nelsonia – jednostka osadnicza w Stanach Zjednoczonych, w stanie Wirginia, w hrabstwie Accomack.